# Битка код Пуебла де Сарагосе
Битка код Пуебла де Сарагосе (енгл. Siege of Puebla), вођена 15. маја 1847, била је америчка победа у Америчко-мексичком рату.

## Позадина
Смештена 96 км југоисточно од Мексико Ситија, утврђена Пуебла штитила је прилаз престоници од Веракруза (на морској обали), којим је напредовала америчка војска. Град су 15. маја 1847. освојиле америчке трупе генерала Винфилда Скота.